# 天城犬
天城犬（あまぎいぬ）は、静岡県原産の絶滅した日本犬の一種である。

## 概要
伊豆半島の天城山はイノシシの産地として江戸時代から有名で、その地域の犬だった天城犬もよく知られていた。猪犬の代表的な名系であり、九州の薩摩犬や京都の雲ヶ畑の犬と共に猟犬として全国的に有名であった。
都会に近かったことや追い鳴きをしてウサギやシカを狩るのに便利な洋犬の特性を取り入れるために、明治中期にビーグルなどと混血して姿を消した。
天城犬が絶滅したことによってイノシシ猟の成績が酷く悪くなってしまった。1904年（明治37年）に日光や雲ケ畑と共に宮内省の御猟場に決定されたが、良い猪犬がいなかったことに悩まされた。御猟場のために薩摩犬の名犬「山」「与十」「隼」が連れてこられ、その内の隼は天城犬にどこか似ていたが、この隼の血統も絶えた。

## 特徴
北海道犬や紀州犬、四国犬など同様の中型犬であった。